# 252 هـ
252 هـ هي سنة في التقويم الهجري امتدت مقابلةً في التقويم الميلادي بين سنتي 866 و867.

## وفيات
- أحمد المستعين بالله